# Сан Хосе, Ла Улера (Паленке)
Сан Хосе, Ла Улера (шп. San José, La Hulera) насеље је у Мексику у савезној држави Чијапас у општини Паленке. Насеље се налази на надморској висини од 15 м.

## Становништво
Према подацима из 2005. године у насељу је живело 9 становника.

### Хронологија
| Година       | 2000         | 2005 |
| ------------ | ------------ | ---- |
| Становништво | 26 (16 / 10) | 9    |

### Попис
| # | Индикатор                        | Вредност |
| - | -------------------------------- | -------- |
| 1 | Укупно појединачних домаћинстава | 1        |